# Piruapsis vestitus
Piruapsis vestitus là một loài bọ cánh cứng trong họ Cerambycidae.